# みんなのKEIBA
『みんなのKEIBA』（みんなのケイバ）は、フジテレビ制作で2010年1月10日から東日本・北日本と沖縄県のFNS加盟局で毎週日曜日 15:00 - 16:00（JST）に放送されているJRA競馬中継番組（一部海外競馬中継あり）である。関東主場で開催している競馬場から生放送される。本項目ではBSフジで放送する本番組のフォーマットに基づく競馬番組、および海外競馬を中継する特別番組についても併せて記述する。

## 概要
2008年1月6日から2009年12月27日まで放送していた『みんなのケイバ』に替わり放送開始。日曜日に施行される重賞競走を中心に中継放送している。
また、同局で毎年放送されている『FNS27時間テレビ』の放送日と重なる場合は、地上波では『FNS27時間テレビ』内の1コーナーとして当日開催している競馬場の重賞競走を中心に放送されている他、2013年から2019年まではBSフジ（後述）にて同内容を放送していた。
当時フジテレビアナウンサーだった松尾翠（現・フリーアナウンサー）はこの番組がきっかけで福永祐一と交際し、後に結婚した。

## 出演者
出典：

### 番組キャスター
- DAIGO（BREAKERZボーカル・タレント）[注 3]
- 佐野瑞樹（フジテレビアナウンサー アナウンス室シニア局次長待遇）
- 竹俣紅（フジテレビアナウンサー）

### 解説者
- 井崎脩五郎[注 4]
- 細江純子（元騎手）[注 5]

### ゲスト解説
- 岡部幸雄（競馬評論家・JRA裁定委員会外部委員）
- 安藤勝己

他

### レース解説（トラックマン）
- 松本ヒロシ（競馬エイト）
- 板津雄志（サンケイスポーツ、2016年から不定期で出演）

### コーナーゲスト（不定期出演）
- 小嶋陽菜[注 6]
- 白石麻衣[注 7]
- 高田翔
- 安田美沙子[注 8]
- 井森美幸
- 橋本マナミ
- 高田秋[注 9]
- カンニング竹山[注 10]
- 横山ルリカ[注 11]
- 田中道子
- 鈴木淑子[注 12]
- 山本昌[注 13]
- 佐々木主浩（日本プロ野球名球会 副理事長）
- 蛍原徹（中京開催[注 14]と被らない時に出演している）
- Lynn

その他、幅広い分野から本番組にゲスト出演している。

### 実況・リポート担当アナウンサー
いずれもフジテレビアナウンサーで不定期担当。夏季などで福島・新潟主場開催時は主に福島テレビ（福島・エキサイティング競馬実況担当）・NST新潟総合テレビ（新潟・NSTみんなのKEIBA実況担当）のアナウンサーが担当する。

#### 現在
- 青嶋達也（アナウンス室スポーツ統括担当部長）[2][注 15]
- 倉田大誠（アナウンス室副部長）
- 立本信吾[3]
- 谷岡慎一（アナウンス室主任）[4]
- 酒主義久[5]
- 上中勇樹
- 今湊敬樹
- 徳田聡一朗
- 上垣皓太朗

#### 過去
- 小野浩慈
- 三宅正治
- 塩原恒夫[6]
- 吉田伸男
- 福原直英（アナウンス室副部長）[7][注 16]
- 福永一茂[8]
- 長谷川豊
- 内野泰輔

### 出演者の変遷
| 2010年 | 川合俊一  | 優木まおみ | 福原直英 | 井崎脩五郎7 | 細江純子 | 松本ヒロシ1 | 松尾翠2 |                   |                      |
| 2011年 |           | 優木まおみ | 福原直英 | 井崎脩五郎7 | 細江純子 | 松本ヒロシ1 | 松尾翠2 | 菜々緒3 （中山）  | 中村果生莉3 （東京） |
| 2012年 | 宮澤佐江4 | 優木まおみ | 福原直英 | 井崎脩五郎7 | 細江純子 | 松本ヒロシ1 | 松尾翠2 | トータルテンボス5 |                      |
| 2013年〜2015年 | 大島麻衣6 | 優木まおみ | 福原直英 | 井崎脩五郎7 | 細江純子 | 松本ヒロシ1 |         |                   |                      |
| 2016年〜2018年 | 佐野瑞樹  | 小澤陽子8  |          |             |          |             |         |                   |                      |
| 2019年〜2023年3月 | 佐野瑞樹  | DAIGO      | 堤礼実   |             |          |             |         |                   |                      |
| 2023年4月〜 | 佐野瑞樹  | DAIGO      | 竹俣紅   |             |          |             |         |                   |                      |
| - 1 松本は2013年より番組ホームページの出演者リストから外れ、不定期でスタジオ出演、解説を担当。 - 2 松尾は2011年はコーナーリポート、2012年は情報リポーターを担当。 - 3 菜々緒は中山競馬場、中村は東京競馬場の情報リポーターを担当。 - 4 宮澤はVTR出演と不定期でスタジオ出演。 - 5 トータルテンボスはVTR出演で情報リポーターを担当。不定期でスタジオ出演。 - 6 大島はスタジオ出演の他に、VTR出演でトレーニングセンターのリポーターを担当。 - 7 井崎は新型コロナウイルス感染拡大防止および年齢を考慮して、2020年以降、原則電話出演だった。その後、緊急事態宣言解除を受け、2021年10月31日の放送からスタジオに復帰した。しかしその後、2022年2月に「まん延防止等重点措置」が首都圏に講じられた事を受け、再び原則電話出演、またはフジテレビお台場本社のスタジオから1人で出演となっていた。2023年4月からは、夏競馬期間を除きスタジオ出演に復帰した（夏競馬期間のみ、フジテレビお台場本社から1人で出演）。 - 8 小澤は、その後BSフジ『BSスーパーKEIBA』MCに移動。 |           |            |          |             |          |             |         |                   |                      |

## 放送時間
- 毎週日曜日 15:00 - 16:00
  - 一部のGI競走（日本ダービー・ジャパンカップ・有馬記念）施行日は、放送時間が拡大されることがある[注 18]。
  - 2015年7月19日は15:24を境とした2部制となり、第1部ではフジテレビに限り、"競馬中継"史上初のマルチチャンネル放送を実施。メインチャンネル（081ch）では通常時の内容を、サブチャンネル（083ch）では函館記念のパドックから本馬場入場の様子をそれぞれ放送[13]。
  - 2019年11月10日（第44回エリザベス女王杯）は、10月22日より延期された即位礼 祝賀御列の儀[注 19]の中継（14:35 - 16:00）のため休止となった。

## ネット局
| 放送対象地域 | 放送局                    | 系列           | 放送日時             | 備考                     | 自場開催時の番組     |
| ------------ | ------------------------- | -------------- | -------------------- | ------------------------ | -------------------- |
| 関東広域圏   | フジテレビ（CX）          | フジテレビ系列 | 日曜日 15:00 - 16:00 | 制作局                   | 当番組               |
| 福島県       | 福島テレビ（FTV）         | フジテレビ系列 | 日曜日 15:00 - 16:00 | 福島主場開催時制作協力   | エキサイティング競馬 |
| 新潟県       | NST新潟総合テレビ（NST）  | フジテレビ系列 | 日曜日 15:00 - 16:00 | 新潟主場開催時制作協力   | NSTみんなのKEIBA     |
| 北海道       | 北海道文化放送（UHB）     | フジテレビ系列 | 日曜日 15:00 - 16:00 | なし                     | KEIBAプレミア        |
| 岩手県       | 岩手めんこいテレビ（mit） | フジテレビ系列 | 日曜日 15:00 - 16:00 | 2016年1月より通年放送    | なし                 |
| 宮城県       | 仙台放送（OX）            | フジテレビ系列 | 日曜日 15:00 - 16:00 | なし                     | なし                 |
| 秋田県       | 秋田テレビ（AKT）         | フジテレビ系列 | 日曜日 15:00 - 16:00 | なし                     | なし                 |
| 山形県       | さくらんぼテレビ（SAY）   | フジテレビ系列 | 日曜日 15:00 - 16:00 | 2016年4月より通年放送    | なし                 |
| 長野県       | 長野放送（NBS）           | フジテレビ系列 | 日曜日 15:00 - 16:00 | なし                     | なし                 |
| 静岡県       | テレビ静岡（SUT）         | フジテレビ系列 | 日曜日 15:00 - 16:00 | なし                     | なし                 |
| 沖縄県       | 沖縄テレビ（OTV）         | フジテレビ系列 | 日曜日 15:00 - 16:00 | 不定期に休止する場合あり | なし                 |
| 青森県       | 青森放送（RAB）           | 日本テレビ系列 | 日曜日 15:00 - 16:00 | 不定期放送               | なし                 |
| 青森県       | 青森テレビ（ATV）         | TBS系列        | 日曜日 15:00 - 16:00 | 不定期放送               | なし                 |

## 使用曲
本馬場入場曲
- スーパー競馬メインタイトル 〜Theme of SUPER KEIBA, from ’95 to ’07〜（千住明作曲）[21]

## スタッフ
出典：
2023年7月現在
- プロデューサー：小室俊一
- チーフディレクター：中村明博
- ディレクター：土倉広州
- 制作：フジテレビ ニュース総局 スポーツ局 スポーツ制作センター
- 制作著作：フジテレビ

### 過去のスタッフ
- 統括：清原邦夫
- チーフプロデューサー：長谷川雅宏
- プロデューサー：桜井堅一朗、本間学
- チーフディレクター：田中大樹

## FNSの日放送日についての競馬中継
前述の通り、『FNS27時間テレビ』が編成される日については本番組を休止するものの、地上波で一部メイン競走を中継する。また、BSフジで2020年よりレギュラー放送しているBSスーパーKEIBAはFNSの日放送日も通常通り放送する。

### 地上波での放送
基本的にFNSの日放送日に行われる重賞競走のみ中継を行う。2016年までは二つ重賞競走が行われる場合、どちらか一つを放送し、もう一つはBSのみでの放送となっていたが、2017年からは全ての重賞競走を地上波で放送する。
通常沖縄県を除く関西テレビ（京都・阪神開催）・東海テレビ（中京開催）・テレビ西日本（小倉開催）を筆頭とする西日本のFNS系列局では当番組を差し替えてKEIBA BEATを放送しているが、この日に限りFNS系列局全てレース前等の進行含めフジテレビ主導の同一内容で放送する。この為、FNSの日の中で中継を行う重賞競走が西日本や北海道（札幌・函館開催）など関東以外で行われる場合、当該地元局の制作協力は受けるものの、オッズ・払戻金・レース紹介等のテロップなどはみんなのKEIBAのテロップを用いる。
中継対象レース発走直前に、27時間テレビのコーナーの一つとして放送。27時間テレビの出演者が呼びかける形で、競馬中継担当出演者と繋ぎ開始。レース終了後は一旦27時間テレビ本編に戻り、確定後の16時台前後で再び競馬中継の進行に戻りレース結果・払戻金を伝えて終わる形式を取っている。

### BSみんなのKEIBA
『FNS27時間テレビ』が編成される日については、みんなのKEIBA放送開始前（当時はスーパー競馬）からの2001年より、地上波での休止分を補う形でBSフジよりBS独自制作版を放送している。
2012年までは、毎週放送していたBSフジ競馬中継（旧・競馬大王）のBS独自制作版を14:00 - 16:00（JST）に放送されており、通常フジテレビが制作する東日本主場開催の競馬場より中継を行う他、地上波で当日放送するレースをネットしていた。
2012年末のBSフジ競馬中継終了に伴い、2013年から2019年まではBSフジでFNSの日放送日のみ、みんなのKEIBAと同じフォーマットの番組が15:00 - 16:00（JST）に放送された。
中継映像は、関東主場以外ではJRA主導の中継映像をそのまま放送していたが、2017年から関西のメイン競走が関西テレビ制作映像となり、全てFNS主導の中継映像となったが、2019年は第3場のみJRAの中継映像を使用した。なお、関西テレビでも地上波放送が無いことから、テロップ送出等は全てフジテレビから行われる（実況は関西テレビのアナウンサーが担当するが、解説者は配置しない）。
メインMCは2013年は麒麟の川島明、2014・2015年はナイツの土屋伸之、2016 - 2018年は福原直英とのちに地上波MCになった堤礼実（共にフジテレビアナウンサー）、2019年は立本信吾と堤礼実（共にフジテレビアナウンサー）。
また、2013年以後は、原則12月第4日曜日に行われる有馬記念の当該週の木曜日の「有馬記念フェスティバル」のトークショーの一環として盛大に行われている公開枠順抽選会もこの番組のスタッフが中心となって企画・放送されている。
なお、2020年以降は『FNS27時間テレビ』の放送が一旦途絶え、加えて『BSスーパーKEIBA』がレギュラー化されたことに伴い、本番組は編成されていない。『FNS27時間テレビ』が再開された2023年以降も本番組は編成されず、通常通り『BSスーパーKEIBA』を放送している。なお、BS独占放送のため、オッズ・払い戻しを除きテロップの仕様もJRA仕様となり、FNSの日開催当日は3場全てJRAの中継映像を使用している。

## 海外競馬の中継
凱旋門賞やドバイワールドカップなど海外の競馬に日本馬が出走する場合、特別番組を編成して衛星生中継することがある。なお、香港のレースは時差が小さいため、本番組で放送される。
- みんなのフランスKEIBA[24]
- すぽると!凱旋門賞2014[25]
- Mr.サンデー×スポーツLIFE HERO'SコラボSP[26]（凱旋門賞、2016年〜2017年）
- ドバイワールドカップ中継特番[27]（2017年〜2019年、2021年〜）
- Mr.サンデー×S-PARK超合体SP[28]（凱旋門賞、2018年〜2019年、2021年〜2023年）
- Mr.サンデー×すぽると!超合体SP[29]（凱旋門賞、2024年）

## 地方競馬の中継
- 年末に大井競馬場（TCK）で開催の東京大賞典の開催日(曜日に関係なく)にはフジテレビと一部の地上波放送局及び、BSフジで中継放送される。東京大賞典のほか、フジテレビの局賞レース「フジテレビ賞」も実況中継されるほか、BSフジに向けては同局の局賞レース「BSフジ賞」も中継される。なお、「LIVE」の表示は本番組と同じものを使用。払い戻しの画面は大井競馬場で使用のものを使用する。

## ゲーム
2015年、フジテレビとオルトプラスは共同で『ダービーロード presented by みんなのKEIBA』をリリースした。フジテレビの競馬番組を題材にしたゲームが販売されたのは、『スーパー競馬2』（I'MAX 1995年）以来20年ぶりとなった。

## YouTube Live 配信
2020年からの新型コロナウイルスに伴う無観客での開催措置を受け、同年3月29日（第50回高松宮記念）より、番組の公式YouTubeチャンネルにて『みんなのKEIBA こっそり裏実況』と題して、中央GI開催日の14時45分より馬券対決番組を配信していた。
- MC：見栄晴
- レギュラーメンバー（不定期出演）：神部美咲・三嶋まりえ（東京スポーツ記者）[注 30]・髙橋ミナミ 他

## 関連番組
- 沖縄県を除く西日本のFNS系列局（関西テレビ・東海テレビ・テレビ西日本など）で放送される競馬中継番組
  - DREAM競馬
  - KEIBA BEAT
- うまズキッ!（毎週日曜日未明〈土曜日深夜〉に放送していた競馬バラエティー番組）
- 馬好王国〜UmazuKingdom〜
- ウマウマ! 〜アノミズキのビギナー育成TV〜
- うまレボ!
- 週末はウマでしょ!（毎週金曜日22時台に関東ローカルで放送されている競馬情報ミニ番組）
- 競馬予想TV!（毎週土曜日20時[注 31]からフジテレビONE（CS）で放送されている競馬予想番組。松本ヒロシと横山ルリカは、こちらにも出演。）